# 정승혜
정승혜(1965년 3월-2009년 5월)는 대한민국의 여성 영화인이었다. 영화 제작사 "영화사 아침"의 대표를 지냈다. 왕의 남자, 라디오 스타 등의 작품을 제작하였다.

## 영화 마케팅
1989년 2월에 영화사 신씨네에서 '행복은 성적순이 아니잖아요'로 영화 마케팅을 시작했다. 이후 이준익 감독과 강우석 감독, 박찬욱 감독의 작품들의 광고를 디자인하고 카피를 작성했다.

## 영화 제작
2005년부터 영화사 아침을 만들어 영화를 제작하였다.

## 참조
1. 1 2  윤고은, 영화사 아침 정승혜 대표 별세 ,연합뉴스[깨진 링크(과거 내용 찾기)]